# Семья Маркса

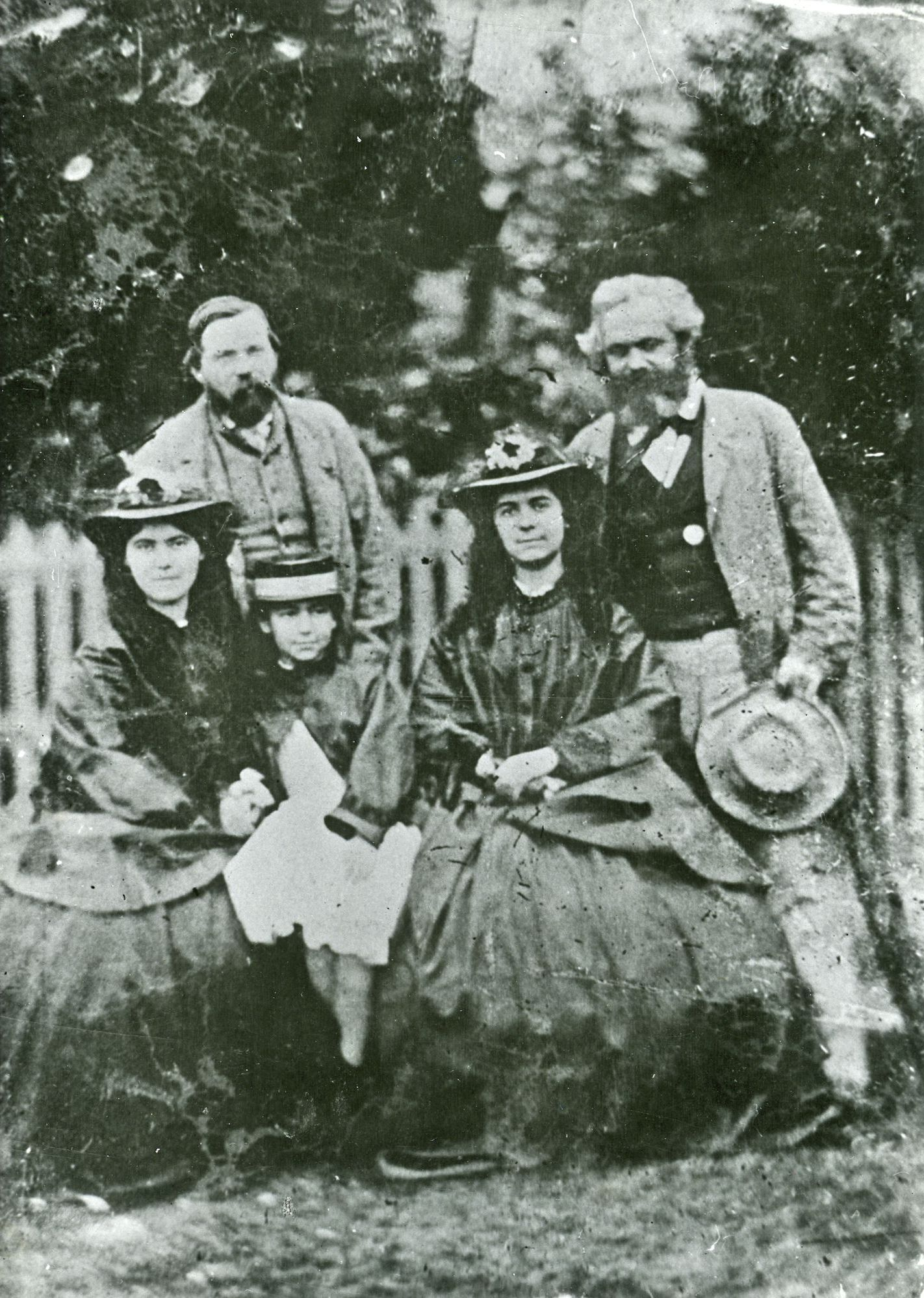
Фридрих Энгельс, Карл Маркс и его дочери: Женни, Элеонора и Лаура.

Семья Маркса — список близких и дальних родственников немецкого философа, социолога, экономиста и политика Карла Маркса (1818—1883).

## Родители
- Генрих Маркс (1777—1838) — отец;
- Генриетта Маркс, урожд. Прессбург (1788—1863) — мать

## Жена
- Женни фон Вестфален (1814—1881)

## Дети
- Женни Лонге (1844—1883) — старшая дочь;
  - Шарль Лонге (1839 — 1903) — муж Женни Маркс.
- Лаура Лафарг (1845—1911) — средняя дочь;
  - Поль Лафарг (1842—1911) — муж Лауры Маркс.
- Эдгар Маркс (1847—1855) — умер от туберкулеза.
- Генрих Гвидо Маркс (1849—1850) — умер в детстве.
- Франциска Маркс (1851—1852) — умерла в детстве.
- Элеонора Эвелинг (1855—1898) — младшая дочь;
  - Эдуард Эвелинг (1851—1898) — муж Элеоноры Маркс.

## Внуки

### Дети Женни и Шарля Лонге
- Шарль Лонге (фр. Charles Longuet, 1873—1874);
- Жан Лонге (фр. Jean Longuet, 1876—1938);
- Анри Лонге (фр. Henri Longuet, 1878—1883);
- Эдгар Лонге (фр. Edgar Longuet, 1879—1950);
- Марсель Лонге (фр. Marcel Longuet, 1881—1949);
- Женни Лонге (фр. Jenny Longuet, 1882—1952).

### Дети Лауры и Поля Лафарга
- Шарль-Этьен Лафарг (фр. Charles Étienne Lafargue, 1868—1872).

## Правнуки

### Дети Жана Лонге
- Робер-Жан Лонге (фр. Robert-Jean Longuet, 1901—1987) — адвокат и журналист[1].
- Карл-Жан Лонге (фр. Karl-Jean Longuet, 1904—1981) — скульптор.

### Дети Эдгара Лонге
- Фредерик Лонге (фр. Frédéric Longuet, 1904—1987) — художник.
- Поль Лонге (фр. Paul Longuet, 1909—1979) — политик.